# 沅陵县第一中学
沅陵县第一中学（英語：Yuanling No. 1 High School）位于湖南省怀化市沅陵县，为怀化市公立学校，湖南省示范性中学之一。

## 历史
1541年，浙江余姚人徐珊担任辰州同治，在他辰州遇到了明朝哲学家王阳明，他在虎溪龙兴寺建筑了“虎溪精舍”，后来增加为“虎溪书院”。明朝崇祯初年，宋道樊良枢更名为“阳明书院”，明朝末年因为战火而学校被焚毁。
1706年（清朝康熙四十五年），当地政府重新修复“阳明书院”；1726年（清朝雍正四年），学校增加建筑。1733年（清朝雍正十一年），沅陵知县赵念曾大力开展教育工作，并且把学校恢复校名“虎溪书院”。
1901年，虎溪书院更名为“辰州公立中学堂”。
1903年1月，辰州公立中学堂更名为“辰州府中学堂”，与北京五城中学，湖北文普中学齐名。
1904年，学校更名为“辰郡中学”，学校迁址至考棚街。
1912年，学校更名为“辰州公立中学校”。
1914年，学校更名为“湖南第八联合县立中学校”。
1932年，“湖南第八联合县立中学校”更名为“辰郡联立中学”。
1939年，学校因为抗日战争中被大日本帝国陆军大扫荡，被迫搬迁到泸溪浦市，1946年，学校迁回天宁山。
1949年，沅陵解放，学校回到人民怀抱，喜获新生。此时，沅陵县城和城郊的中学还有：
一、湖南省立沅陵中学。该校初中为第九战时中学，1945年创立于溆浦，旋迁泸溪浦市。1946年2月改为国立沅陵中学，5月迁沅陵太常村杉树溜。8月改为省立沅陵中学。
二、沅陵县立中学。1943年7月成立，校址圣宫坪。
三、私立朝阳中学。该校前身为美国复初会1904年所设的福音小学堂。1909年更名为中西男学堂。1914年起名为“朝阳中学”，校址天宁山。
四、私立贞德女子中学和私立辰粹女子中学。此两校皆为外籍传教士所办的教会学校。前者创办于1923年，后者创办于1939年。解放后两校已成立联管会，联合管理校务，名为辰郡联合女子初级中学。

1952年9月，学校正式命名为“湖南省沅陵县第一中学”。

## 学校文化

### 校训
团结，勤奋，求实，向上

### 刊物
《德育简报》为沅陵一中的官方刊物。

### 社团
芸庐文学社

## 学校建筑
- 图书馆
- 科技楼
- 艺术馆

## 奖项
沅陵县第一中学先后荣获“全国群众体育先进单位”、“全国先进体育传统项目学校”、“湖南省文明卫生单位”、“湖南省绿色学校”、“湖南省青少年教育研究基地”、“湖南省新课程改革样板校”等荣誉奖项。